# Vulgar (zespół muzyczny)
Vulgar – polski punkrockowy zespół muzyczny założony w 2007 roku w Trójmieście.

## Muzycy

### Skład (lipiec 2012)
- Krzysztof „Sado Skull 56” Sadowski – wokal
- Arkadiusz „Nobody” Hronowski – gitara
- Michał „Grinder” Młyniec – gitara basowa
- Michał Gos – perkusja

## Dyskografia
- This Is Punk Rock!!! (CD, Sophisticated Satanoporn, 2007)
- I Don't Wanna Go To Heaven (CD, Sopocka Odessa, 2009)
- The Professional Blasphemy (CD, Sopocka Odessa, 2010)
- The Dark Side Of The Blues – A Tribute To Danzig (CD, Black Fox, 2011)
- The Professional Blasphemy (LP, Sopocka Odessa, 2011)
- We Have Come To Kill You (CD, Sopocka Odessa, 2012)

## Wideoklipy
- I Don't Wanna Go To Heaven
- Sex Disease Deadly Kills
- My Blood Is Black
- Tschenstochau (2012)